# Quello che (non) ho
Quello che (non) ho  è stato un programma televisivo, condotto da Fabio Fazio e Roberto Saviano, andato in onda il 14, 15 e 16 maggio 2012 in prima serata su LA7, in diretta dalle Officine Grandi Riparazioni di Torino. Il titolo del programma e la sigla sono un omaggio al brano Quello che non ho scritto da Fabrizio De André e Massimo Bubola.
Il 27 maggio 2012 è andata in onda una puntata speciale, intitolata "Quello che non ho - il meglio", che ha raccolto i momenti salienti e i dietro le quinte del programma. La puntata ha totalizzato 838 000 telespettatori e il 3,84% di share.

## Il programma
Il programma segue lo schema già impostato in Vieni via con me, consistente nella lettura di racconti e aneddoti riguardanti le "parole" (nel programma precedente erano le "liste") scelte da Fabio Fazio, Roberto Saviano e i loro ospiti. Alla presentazione delle parole si alternano vari artisti (musicali e non) le cui performance sono collegate al tema, un balletto "attoriale" a puntata, e due monologhi narrativi di Roberto Saviano. Tra gli ospiti fissi troviamo Elisa, Luciana Littizzetto e Massimo Gramellini. Inoltre, la sigla del programma viene cantata ogni puntata da un ospite diverso.
La regia è di Duccio Forzano, la scenografia di Francesca Montinaro. I costumi di Ester Marcovecchio. I fondali video di Giuseppe Ragazzini. Il direttore della fotografia è Daniele Savi. Il produttore esecutivo Endemol è Giacomo Forte.

### Monologhi di Saviano
Prima puntata
1. Crisi
2. Beslan

Seconda puntata
1. Codice mafioso
2. Primavera araba
3. Testimoni di giustizia

Terza puntata
1. Eternit
2. Laogai

### Canzoni di Elisa
Prima puntata
1. Father and Son (Cat Stevens)

Seconda puntata
1. One (U2)
2. Bridge over Troubled Water (Simon & Garfunkel)

Terza puntata
1. Hallelujah (Leonard Cohen)
2. Redemption Song (Bob Marley)
3. Knockin' on Heaven's Door (Bob Dylan)
4. Wonderful World (Sam Cooke)

## Prima puntata

### Ospiti
- Pupi Avati
- Erri De Luca
- Susanna Dudyeva
- Pierfrancesco Favino
- Raphael Gualazzi
- Francesca Inaudi
- Maurizio Landini
- Gad Lerner
- Litfiba; interpreti del brano Quello che non ho
- Cesare Moreno
- Carlo Petrini
- Ermanno Rea
- Paolo Rossi
- Yvan Sagnet
- Marco Travaglio
- Lila Azam Zanganeh

### Parole
Le parole che sono state lette durante la prima puntata:
- Interloquire (legge Roberto Saviano)
- Bacio (legge Lila Azam Zanganeh, giornalista e scrittrice iraniana)
- Sputo (legge Cesare Moreno, maestro elementare e presidente dell'"Associazione Maestri di Strada Onlus")
- Le parole che auguro a mia figlia (legge Pierfrancesco Favino)
- Le parole che non auguro a tua figlia (legge Fabio Fazio)
- Donna (legge Luciana Littizzetto)
- Sempre (legge Pupi Avati)
- Terra (legge Carlo Petrini)
- L'impossibile (legge Ermanno Rea)
- Forza (legge Massimo Gramellini)
- Antipolitica (legge Gad Lerner)
- Politica (legge Marco Travaglio)
- Pomodori (legge Yvan Sagnet, camerunese, studente di ingegneria al "Politecnico" di Torino)
- Finanza (legge Paolo Rossi)
- Il ponte (legge Erri De Luca)
- Soldi (vignetta di Altan)
- Freddo (legge Maurizio Landini)
- P.I.L. (legge Pierfrancesco Favino)

## Seconda puntata

### Ospiti
- Isoké Aikpitanyi
- Haim Baharier
- Leena Ben Mhenni
- Vanda Bianchi
- Maurizio Brusoni
- Rosaria Capacchione
- Vinicio Capossela; interprete del brano Quello che non ho
- Giulio Cavalli
- Vincenzo Conticello
- Elio Germano
- Paolo Giordano
- Francesco Guccini
- Raffaele La Capria
- Pacifico
- Rocco Papaleo
- Nicola Piovani
- Paolo Rumiz
- Gaetano Saffioti
- Ettore Scola
- Achille Selleri
- Salvatore Settis
- Francesca Sinibaldi
- Giovanni Tizian

### Parole
Le parole che sono state lette durante la seconda puntata:
- Mercato (leggono Maurizio Brusoni, libero professionista, e Francesca Sinibaldi, venditrice ambulante)
- Cantautore (legge Francesco Guccini)
- Mare (legge Achille Selleri, tenente di vascello)
- Resistenza (legge Vanda Bianchi, partigiana)
- Benefattore (legge Massimo Gramellini)
- Claudicanza (legge Haim Baharier, professore)
- Stronzo (legge Luciana Littizzetto)
- Simpatia (legge Raffaele La Capria)
- Primavera (legge Leena Ben Mhenni, blogger tunisina)
- Convivenza (legge Paolo Giordano)
- Quaderno (legge Ettore Scola)
- Pietra (legge Rocco Papaleo)
- Stupore (legge Nicola Piovani)
- Strada (legge Isoké Aikpitanyi, nigeriana, obbligata a prostituirsi)
- Orizzonte (legge Salvatore Settis)
- Scarpe (legge Paolo Rumiz)
- Scortati (legge Roberto Saviano)
- Aria (legge Gaetano Saffioti)
- Passeggiare (legge Rosaria Capacchione)
- Sole (legge Giulio Cavalli)
- Leggerezza (legge Giovanni Tizian, giornalista sotto protezione)
- Mare (legge Vincenzo Conticello, imprenditore sotto protezione)

## Terza puntata

### Ospiti
- Stefano Bartezzaghi
- Enzo Bianchi
- Massimo Bubola; interprete del brano Quello che non ho
- Giuseppe Gullotta
- Mark Harris; musicista del brano Quello che non ho
- Roberto Koch
- Valerio Magrelli
- Claudio Magris
- Padre Franco Moretti
- Ermanno Olmi
- Marco Paolini
- Claudio Santamaria; interprete del brano Quello che non ho
- Walter Siti
- Harry Wu

### Parole
Le parole che sono state lette durante la terza puntata:
- Centometri (legge Claudio Magris)
- Basta (legge Luciana Littizzetto)
- Poesia (legge Valerio Magrelli)
- Libertà (legge Giuseppe Gullotta, ingiustamente incarcerato per 22 anni)
- Paghetta (legge Massimo Gramellini)
- Treno (legge Marco Paolini)
- Fotografia (legge Roberto Koch, fotografo ed editore)
- Il tempo (legge Ermanno Olmi)
- Laogai (legge Harry Wu)
- Futuro (vignetta di Altan)
- Pane (legge Enzo Bianchi)
- Lusso (legge Walter Siti)
- Africa (legge Padre Franco Moretti, direttore della rivista "Nigrizia")
- Zuzzurellone (legge Stefano Bartezzaghi)

## Ascolti
| Puntata | Messa in onda  | Telespettatori | Share  |
| ------- | -------------- | -------------- | ------ |
| 1       | 14 maggio 2012 | 3.034.000      | 12,64% |
| 2       | 15 maggio 2012 | 2.767.000      | 12,29% |
| 3       | 16 maggio 2012 | 2.816.000      | 13,06% |

Con il 13.06% di share della terza puntata, il programma ha realizzato il record in share per una prima serata di LA7 superando, anche grazie alla durata prolungata oltre la mezzanotte, il precedente record registrato da Maurizio Crozza. Il 10 gennaio 2013 Michele Santoro sempre con il suo Servizio pubblico stabilisce il nuovo record di LA7, con ben il 33.58% e oltre di share con quasi 9 000 000 di spettatori.